# Mirachelus acanthus
Mirachelus acanthus is een slakkensoort uit de familie van de Chilodontaidae. De wetenschappelijke naam van de soort is voor het eerst geldig gepubliceerd in 1991 door Quinn.